# Peltogaster postica
Peltogaster postica is een krabbezakjessoort uit de familie van de Peltogastridae. De wetenschappelijke naam van de soort is voor het eerst geldig gepubliceerd in 2011 door Yoshida & Osawa, in Yoshida, Osawa, Hirose & Hirose.